# 薩利灣

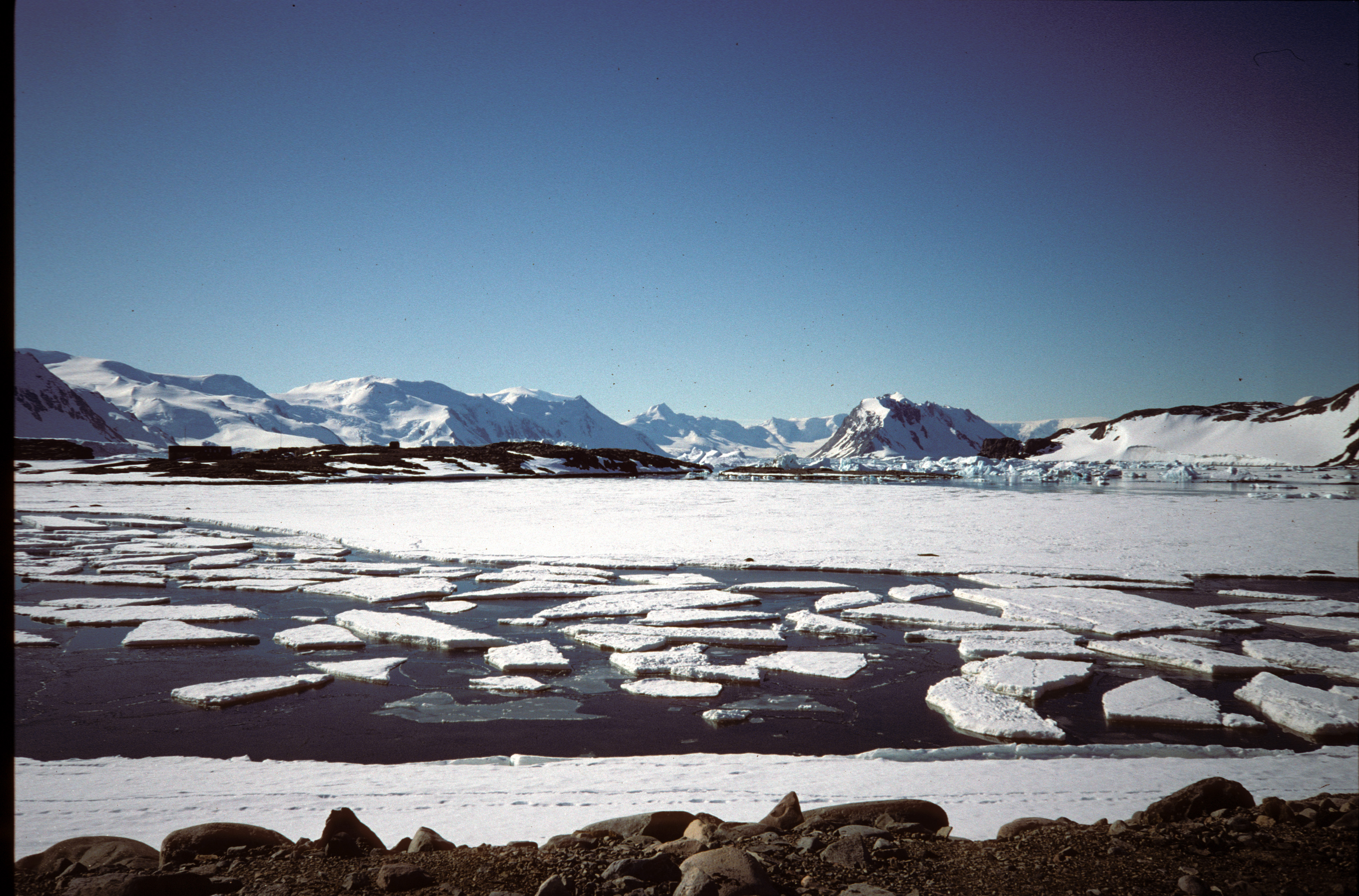

薩利灣（英語：Sally Cove），是南極洲的海灣，位於葛拉漢地的法利埃海岸，處於馬蹄島西北岸，由英國南極名稱諮詢委員會命名，現時由南極條約體系管理。